# Rutka Laskier

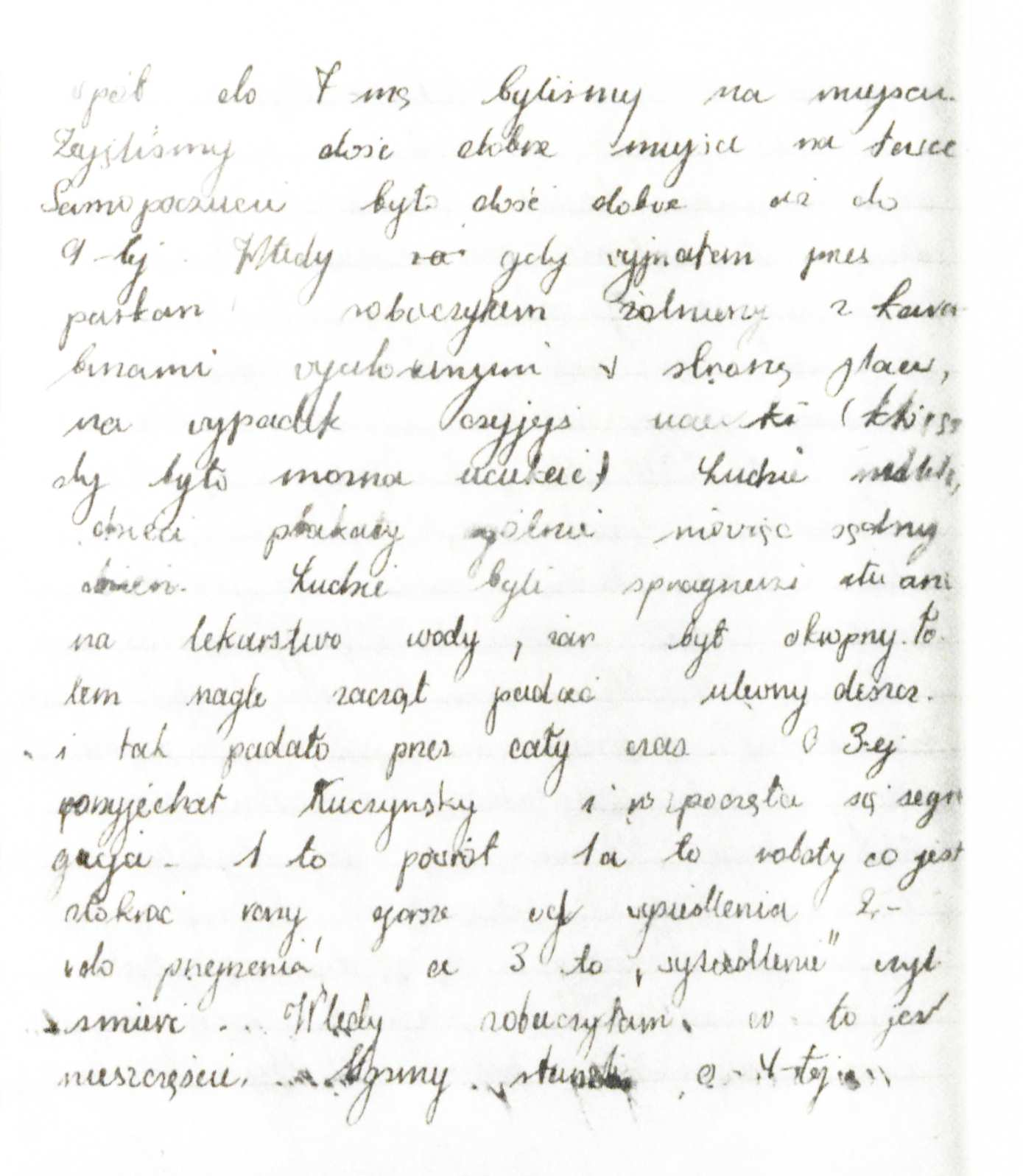
Tagebuchseite 6. Februar 1943
1 = Rückkehr ins Ghetto; 1a = Zwangsarbeit; 2 = Prüfung; 3 = Umsiedlung

Rutka Laskier (geboren 12. Juni 1929 in Krakau; gestorben 1943 im KZ Auschwitz) wuchs als jüdisches Mädchen in Będzin auf und wurde durch ihr 2006 publiziertes Tagebuch über 85 Tage im Frühjahr 1943 im Ghetto in Będzin im besetzten Polen bekannt. Das Tagebuch behandelt die Zeit des Aufenthalts in Będzin.

## Leben
Rutka Laskier wurde 1929 in Krakau geboren. Ihr Vater Yaacov Laskier war Bankangestellter in Danzig und Teilhaber einer Getreidemühle in Będzin. Ihr Elternhaus in der Freien Stadt Danzig bot bürgerlichen Wohlstand. Nachdem die Nationalsozialisten im Juni 1933 in Danzig an die Macht gekommen waren, wurde der Freistaat von antijüdischer Politik geprägt. Die Familie ging nach Polen, wo die Eltern 1925 geheiratet hatten. Rutka hatte einen 1937 geborenen kleinen Bruder Heniuś, der nach dem Umzug in Będzin geboren wurde. Nach der deutschen Besetzung Polens wurde Będzin, die Kreisstadt des Powiat Będziński, 1939 als Kreisstadt des Landkreises Bendsburg dem „Großdeutschen Reich“ zugeschlagen.
In Będzin freundete sie sich mit Stanisława Sapińska an, der Tochter der Hausbesitzer, die das Tagebuch über 60 Jahre verwahrte und es dann der 1949 in Israel geborenen Halbschwester Zahava Scherz (geborene Laskier) übergab.
Rutka erinnert sich in dem Tagebuch an einen Tag auf dem Fußballplatz im Stadion des jüdischen Sportvereins Hakoah, an dem die Deutschen dort eine Selektion vornahmen: den 6. August 1942. Sie konnte entkommen.
Die Zwangsumsiedlung der Familie im März in das geschlossene Ghetto im Stadtteil Kamionka, dem „schlechtesten Viertel“ von Będzin, ist der letzte bekannte Einschnitt in ihrem Leben. Das weitere Leben erschließt sich nur aus Berichten von Zeitzeugen. Die Jugendliche wurde nach der Deportation aus dem Ghetto Będzin vermutlich (nach Angaben von überlebenden Familienangehörigen und Zeitzeugen) im 45 km entfernten Vernichtungslager Auschwitz-Birkenau ermordet. Ihr Vater, der die KZ-Haft überlebte, berichtete noch von der Trennung von seiner Familie auf der Rampe in Birkenau.

## Tagebuchausgaben

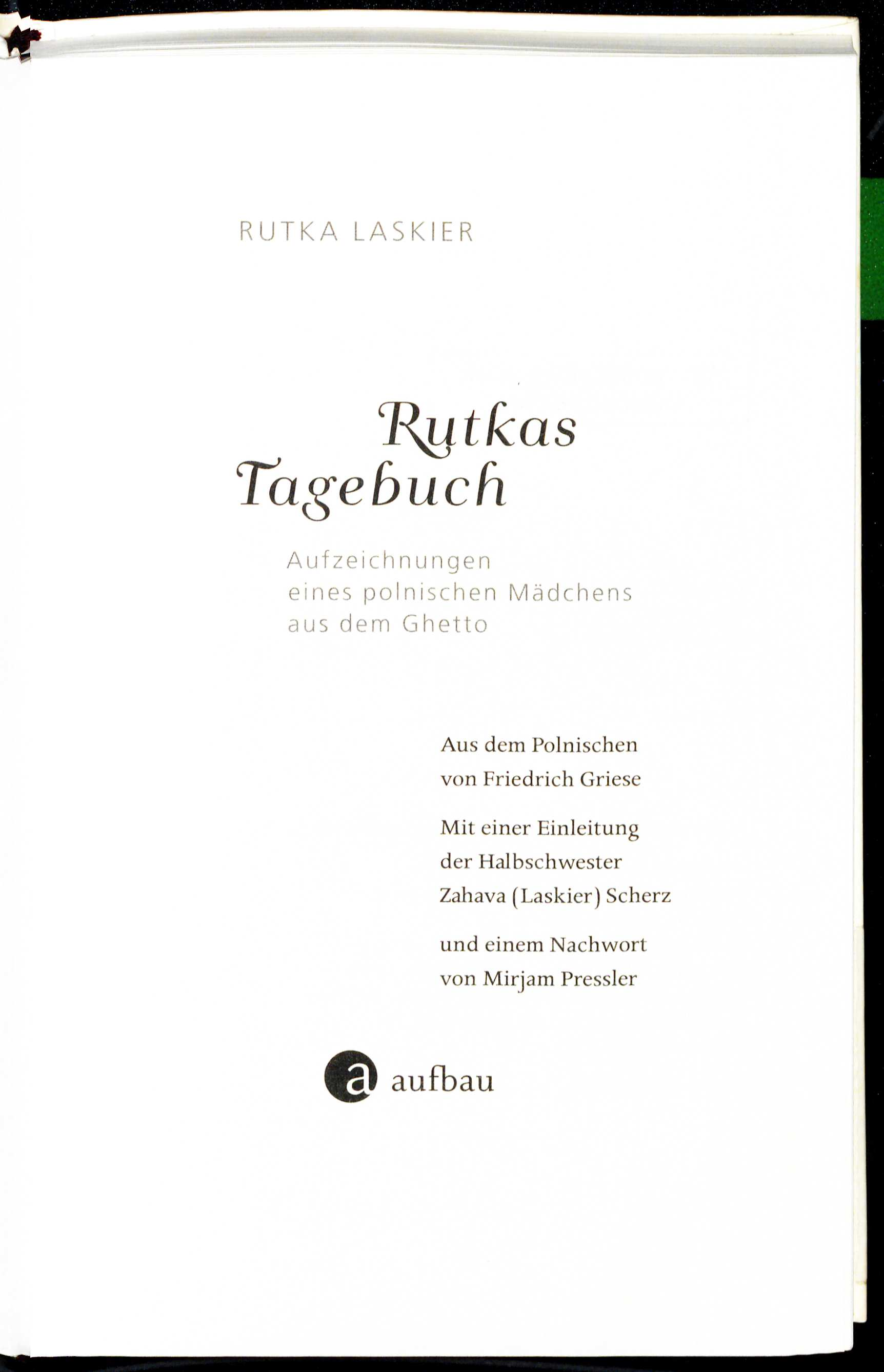
Deutsche Übersetzung 2011

- Pamiętnik Rutki Laskier. Polska Presse, Katowice 2006. Herausgeber: Stanisław Bubin. ISBN 83-89956-42-X. (polnisch).
- Rutka’s Notebook: January–April 1943. Vorwort von Dr. Zahava Sherz; geschichtliche Einführung von Bella Gutterman. Yad Vashem Publications, Jerusalem.[3]
- Pamiętnik  Rutka Laskier. Magic S.C., Będzin 2008. Herausgeber: Adam Szydłowski (polnisch)
- Rutkas Tagebuch – Hörstück nach den Aufzeichnungen der Rutka Laskier von Steffen Moratz. Tagebuchübersetzung von Andreas Späth. Regie: Gottfried von Einem. Produktion MDR 2010. Erstsendung 5. November 2010.
- Rutkas Tagebuch. Aufzeichnungen eines polnischen Mädchens aus dem Ghetto. Aus dem Polnischen von Friedrich Griese. Mit einer Einleitung von Zahava (Laskier) Scherz und einem Nachwort von Mirjam Pressler. Berlin : Aufbau, 2011 ISBN 978-3-351-04139-7.

## Audio
- NPR-Beitrag, 5. Juli 2007
- WPR Interview und Zahava Scherz liest, 12. Juni 2007